# William H. Gass
William Howard Gass (30 de julio de 1924 – 6 de diciembre de 2017) fue un escritor estadounidense de novelas, cuentos y ensayos; crítico y profesor de filosofía.
Escribió tres novelas, tres colecciones de cuentos, una colección de novelas cortas, y siete volúmenes de ensayos, tres de los cuales ganaron el Premio Nacional del Círculo de Críticos de Libros / National Book Critics Circle, uno de los cuales, Un Templo de Textos (2006), ganó además el Premio de la Crítica Literaria Truman Capote. Su novela El Túnel, de 1995, recibió el premio American Book. Y la de 2013 Middle C obtuvo en 2015 la William Dean Howells Medal.

## Vida
William Howard Gass nació el 30 de julio de 1924, en Fargo (Dakota del Norte). Poco después de su nacimiento, su familia se mudó a Warren (Ohio), una ciudad siderúrgica donde asistió a escuelas locales. Describió su infancia allí como infeliz, con un padre abusivo y racista, y una madre pasiva y alcohólica. Los críticos más tarde observarían en sus personajes estos mismos defectos. Su padre, formado como arquitecto, había sufrido lesiones en la espalda mientras servía como soldado en la Primera Guerra Mundial que lo obligaron a aceptar un empleo como delineante de dibujo arquitectónico. Su madre era ama de casa.
Cuando era niño, Gass leyó todo cuanto cayó en sus manos. Desde The Shadow hasta The History of the French Revolution, leía constantemente aunque no hubiera librerías en la ciudad de Warren; más tarde afirmó que el advenimiento de los "libros de bolsillo" había salvado su carrera literaria. Ahorraba todo el dinero que ganaba u obtenía y, cada dos semanas, satisfacía su pasión comprando todos los libros de bolsillo que podía. Pero, a pesar de que Gass siempre destacaba como un gran lector, su padre desaprobó esas aspiraciones y con frecuencia lo reprendía por ello.
Asistió a la Universidad Wesleyana de Ohio después de graduarse en la G. Harding High School de Warren, donde sacó unas calificaciones excelentes, si se exceptúan algunas dificultades en Matemáticas. Luego sirvió tres años y medio como alférez en la Marina, durante la Segunda Guerra Mundial, período que describió como quizá el peor de su vida. Obtuvo su A. B. en Filosofía en el Kenyon College (1947), donde se graduó magna cum laude. A partir de ahí ingresó en la Universidad Cornell con una beca Susan Linn en Filosofía y hacia 1954 cumplió doctorándose en esta materia. Mientras estuvo en Cornell conoció a Max Black y, brevemente, al filósofo analítico Ludwig Wittgenstein. En 1952, antes de graduarse en Cornell, se casó con Mary Pat O'Kelly. Su tesis, Una investigación filosófica de la metáfora, se fundó en su formación como filósofo del lenguaje. En la escuela de postgrado, Gass leyó las obras de Gertrude Stein, quien influyó en su escritura.
Gass enseñó en una universidad privada presbiteriana de Ohio, el College of Wooster, durante cuatro años; en la Purdue University de Indiana durante dieciséis años y unos diez en la Universidad Washington en San Luis, enseñando filosofía (1969-1978). Fue distinguido con el premio David May al profesor universitario distinguido en Humanidades (1979-1999). Otros colegas premiados incluían a los escritores Stanley Elkin, Howard Nemerov (Poeta Laureado de los Estados Unidos en 1988) y Mona Van Duyn (Premio de Poesía de 1992). Desde 2000, Gass fue profesor emérito de la cátedra David May de Humanidades.
Gass estuvo casado con la arquitecta Mary Henderson Gass, autora de Parkview: A St. Louis Urban Oasis (2005). Tuvieron hijas gemelas; una de ellas es Catherine Gass, una artista que enseña en el Instituto de la Escuela del Arte de Chicago y es fotógrafa de la Biblioteca Newberry.

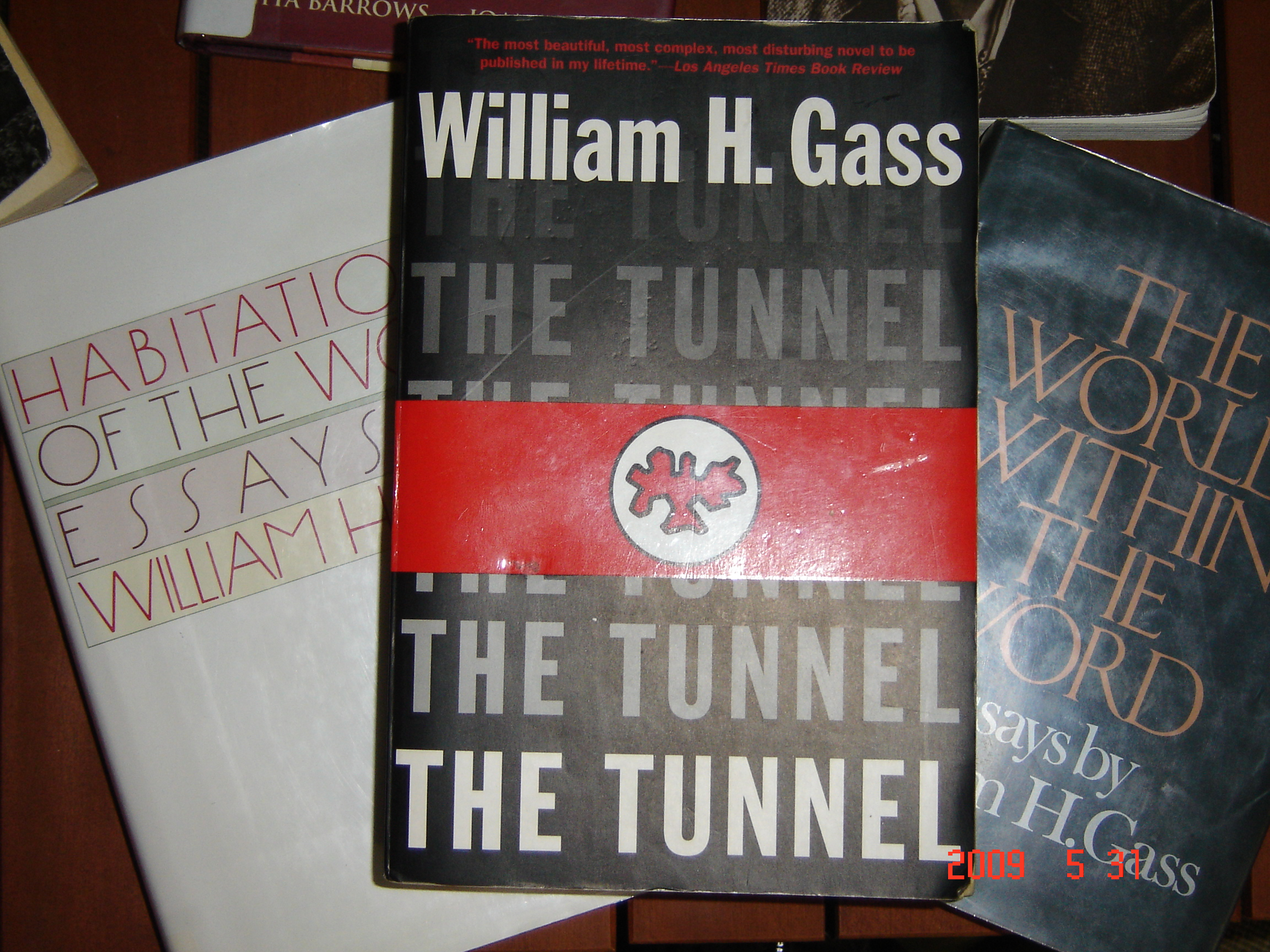
Un ejemplar libro de bolsillo de la polémica novela El Túnel encima de dos de sus colecciones de ensayos: Las moradas de la palabra y El mundo dentro de la palabra

## Escritos y publicaciones
Recabando tiempo para sí mismo y su familia y quitándolo de la enseñanza universitaria, Gass comenzó a publicar historias, y estas fueron seleccionadas para su inclusión en The Best American Short Stories de 1959, 1961, 1962, 1968 y 1980, así como para Doscientos años de grandes historias americanas. Su primera novela, Omensetter's Luck, sobre la vida en un pequeño pueblo de Ohio en la década de 1890, se publicó en 1966. Los críticos elogiaron su virtuosismo lingüístico y lo situaron entre los escritores importantes de ficción. Richard Gilman, en The New Republic, la llamó "la obra de ficción más importante de un estadounidense en esta generación literaria". En 1968 publicó En el corazón del país, cinco historias que dramatizan el tema del aislamiento humano y la dificultad del amor. Ese mismo año Gass publicó Willie Masters 'Lonesome Wife, una novela experimental ilustrada con fotografías y construcciones tipográficas destinadas a ayudar a los lectores a liberarse de las convenciones lineales de la narrativa. También ha publicado varias colecciones de ensayos, incluyendo Fiction and the Figures of Life (1970) y Finding a Form (1996). Cartesian Sonata and Other Novellas se publicó en 1998, y su novela Middle C se publicó en 2013. Su obra también apareció en las colecciones The Best American Essays de 1986, 1992 y 2000.
Gass ha revelado que la ira sentida en su infancia fue una gran influencia en su trabajo; incluso afirmó que escribía "para vengarse". A pesar de su producción prolífica, siempre ha dicho que la escritura es muy difícil para él. De hecho, su épica novela The Tunnel, publicada en 1995, le supuso a Gass 26 años de trabajo. Y sobre la cuestión de su lentitud al escribir, reflejada en su estilo moroso y metódico, ha dicho: "Escribo lentamente porque escribo mal. Tengo que reescribir todo muchas, muchas veces, solo para lograr la mediocridad".
Las respuestas críticas a The Tunnel tras su lanzamiento incluyeron la declaración de Robert Kelly de que era una "obra maestra exasperante y ofensiva" y la afirmación de Steven Moore de que era "un logro estupendo, y, obviamente, una de las mejores novelas del siglo". Michael Silverblatt, de Los Angeles Times, escribió en su reseña de la novela:

"Un libro sombrío y negro que engendra asombro y desesperación. Lo he leído en su totalidad cuatro veces, y cada vez he encontrando su resonancia y belleza tan grandiosas como para exigir otra lectura. Mientras leía, me sentí devastado por la minuciosidad de la sensibilidad aniquiladora del libro y revivido por la belleza de su lenguaje, la complejidad de su diseño, la melancolía, el horror y la simpatía estoica en su interpretación de lo que solemos llamar la condición humana".

Gass, en referencia a la naturaleza dura e inquietante de The Tunnel, refirió: "No creo que nada sea sagrado, y, por tanto, estoy dispuesto a exaltar o burlarme de cualquier cosa". Una versión de audio íntegra de The Tunnel fue lanzada en 2006, leída por el mismo autor.
Gass dedicó una enorme atención a la construcción de sus periodos oracionales. Su prosa ha sido descrita como llamativa, difícil, vanguardista, magistral, inventiva y musical. Steven Moore, escribiendo en The Washington Post, ha llamado a Gass "el mejor estilista en prosa de Estados Unidos". Gran parte del trabajo de Gass es metaficción. En una entrevista con Anglistik, Gass comentó el tema de su clasificación como autor y el género de sus obras y formuló opiniones desafiantes, riéndose del marchamo de "posmoderno" y acuñándose el de "tardío" o "moderno decadente".

## La opinión de Gass sobre la metáfora
"Aunque gran parte de la estética central de Gass se ha mantenido constante, ha habido cambios graduales en sus puntos de vista sobre la metáfora y la ontología del texto. Su punto de vista de la metáfora es mucho más amplio que lo propuesto en su disertación [Una investigación filosófica de la metáfora]. Gass le dice a LeClair que "se ha pensado de la metáfora que es una mascota del lenguaje, una relación peculiar entre el sujeto y el predicado... pero puedes hacer metáforas yuxtaponiendo objetos y de muchas otras formas" (Paris Review) En otras palabras, la metáfora no tiene por qué ser una cuestión puramente lingüística, y tal vez no sea sorprendente que el cambio de Gass en su explicación de la metáfora de la escuela de posgrado indique un cambio en el enfoque de su ficción. Como se señaló anteriormente, Gass afirma construir sistemas de ideas autónomos, pero en estas entrevistas, se puede rastrear una creciente preocupación con la relación de su ficción con el mundo, como le deja claro a LeClair: "He estado interesado principalmente en el establecimiento de la relación entre la ficción y el mundo. Si podemos ver esa relación como metafórica, entonces ya estamos dando varios pasos en la dirección de nuestros modelos".

## Novelas mayores

### La suerte de Omensetter
En esta novela de debut, William Gass detalla personajes en un pequeño pueblo del Ohio rural durante la década de 1890 y su reacción ante la presencia de un hombre llamado Brackett Omensetter cuyos enfrentamientos con el enloquecido reverendo Jethro Furber galvanizan a la comunidad. Harper lo describió como "Una fiebre abundante, un desfile de secretos, delirante, atormentado, aterrador, cómico... una de las novelas más emocionantes, enérgicas y bellas que podamos leer".

### El túnel
The Tunnel es una novela sobre un hombre llamado William Frederick Kohler y su intento de escribir una introducción a su obra maestra histórica, Culpa e inocencia en la Alemania de Hitler. Pero cuando Kohler intenta dar forma a esta pequeña introducción, principalmente con el propósito de regodearse con sus colegas, se encuentra escribiendo, por el contrario, un libro profundamente personal sobre la historia de su propia vida. A medida que la novela avanza, vemos desnudarse las mentiras, medias verdades, emociones violentas y el relativo caos de la vida de Kohler, y, mientras él continúa escarbando en los recuerdos de su pasado, también comienza a cavar un túnel desde el sótano donde él trabaja, un reflejo del túnel que escribe a través de sí mismo. La novela aborda además ideas sobre la historia, el mal y los vivos y los muertos.

### Do Mayor
Do Mayor (Middle C) es la historia de Joseph Skizzen, un profesor medio que lleva una vida media en medio de Ohio. Su padre sacó a la familia de Austria, antes de la guerra, fingiendo que eran judíos. En Londres, ya desatada la guerra, el padre desapareció, y se presume que escapó a Canadá o a los Estados Unidos, y el resto de la familia llegó a Ohio. Como adulto, Skizzen vive con su madre y tiene una rica vida de fantasía, centrada en su Museo de la Inhumanidad y el compositor Arnold Schoenberg.

## Obras

### Ficción
- Omensetter's Luck (1966). La suerte de Omensetter (La Navaja Suiza, 2019)
- In the Heart of the Heart of the Country (five stories) (1968). En el Corazón del Corazón del País (La Navaja Suiza, 2016)
- Willie Masters' Lonesome Wife (illustrated novella) (1968)
- The Tunnel (1995)
- Cartesian Sonata and Other Novellas (four novellas) (1998) "Sonata Cartesiana y otras novelas" (La Navaja Suiza, 2024)
- Middle C (2013)
- Eyes (two novellas, four short stories) (2015)

### No-ficción
- Fiction and the Figures of Life (1970)
- On Being Blue: A Philosophical Inquiry (1976). Sobre lo Azul (La Navaja Suiza, 2017)
- The World within the Word (1978)
- Habitations of the Word (1984)
- Finding a Form: Essays (1997)
- Reading Rilke: Reflections on the Problems of Translation (1999)
- Tests of Time (2002)
- Conversations with William H. Gass (2003)
- A Temple of Texts (2006)
- Life Sentences (2012)

### Entrevistas
- Thomas LeClair (Summer 1977). William Gass, The Art of Fiction No. 65.

- Richard Abowitz (diciembre de 1998). Still Digging: An interview with writer William Gass.

- Chris Orlet (1 de octubre de 2000). Interview With William H. Gass.

- «William Gass». The Believer. November 2005.

- Interview with William H. Gass. 12 de octubre de 2006. Archivado desde el original el 3 de marzo de 2016. Consultado el 4 de mayo de 2018.

- Len Gutkin interviews William H. Gass. 1 de abril de 2013.

### Crítica
- John Unsworth (Spring 1992). William Gass's The Tunnel: The Work in Progress as Post-Modern Genre. 48.1. Archivado desde el original el 18 de marzo de 2007. Consultado el 4 de mayo de 2018.
- Stephen Schenkenberg. Basking in Hell: Returning to William H. Gass’s The Tunnel. Archivado desde el original el 4 de mayo de 2018. Consultado el 4 de mayo de 2018.

- Datos: Q304874
- Multimedia: William H. Gass / Q304874